# Miloslav Vlček

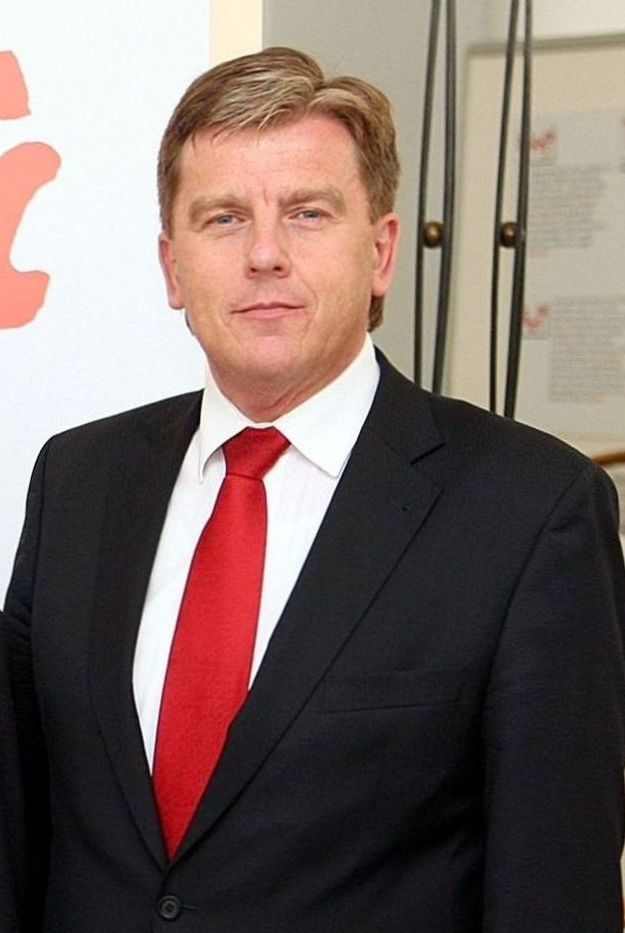
Miloslav Vlček (2009)

Miloslav Vlček (* 1. Februar 1961 in Konice) ist ein tschechischer Politiker (ČSSD).
Miloslav Vlček wurde in Konice geboren und studierte Agrarwissenschaften an der Mendel-Universität Brünn. Nachdem er zunächst von 1983 bis 1989 für die Kommunistische Partei der Tschechoslowakei (KSČ) aktiv gewesen war, wurde er 1993 Mitglied der Sozialdemokratischen Partei (ČSSD).
Vlček wurde 1995 in das Abgeordnetenhaus des tschechischen Parlamentes gewählt. 1998 wurde er Mitglied des Haushaltsausschusses, wo er von Januar bis Juni 2006 den Vorsitz führte. Im August 2006 wurde er zum Vorsitzenden der Abgeordnetenkammer gewählt. Infolge eines Finanzskandals musste er im April 2010 als Vorsitzender zurücktreten und gab auch sein Mandat auf.
Im April 2014 wurde er Berater von Premierminister Bohuslav Sobotka (ČSSD).
Vlček ist zum zweiten Mal verheiratet und hat vier Kinder.